# Hugo Sonnenschein

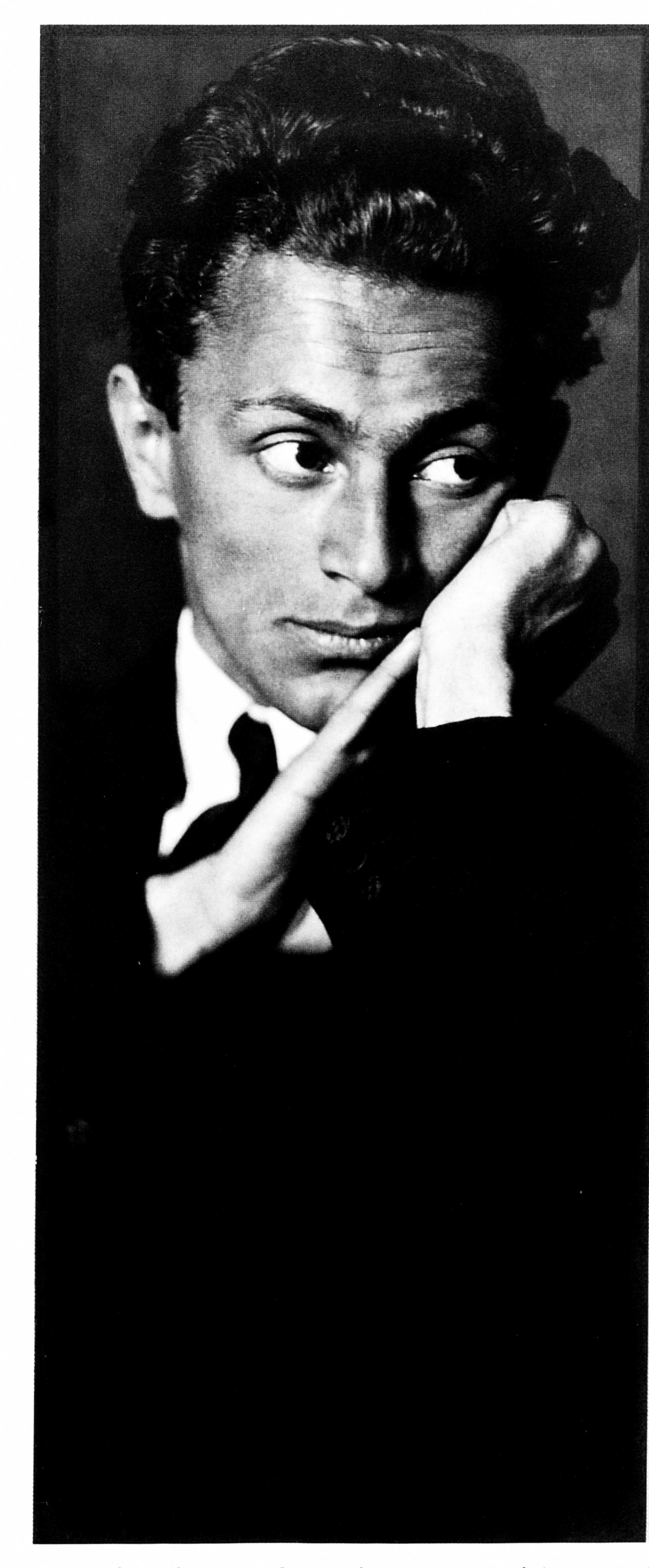
Anton Josef Trčka: Hugo Sonnenschein (1914)

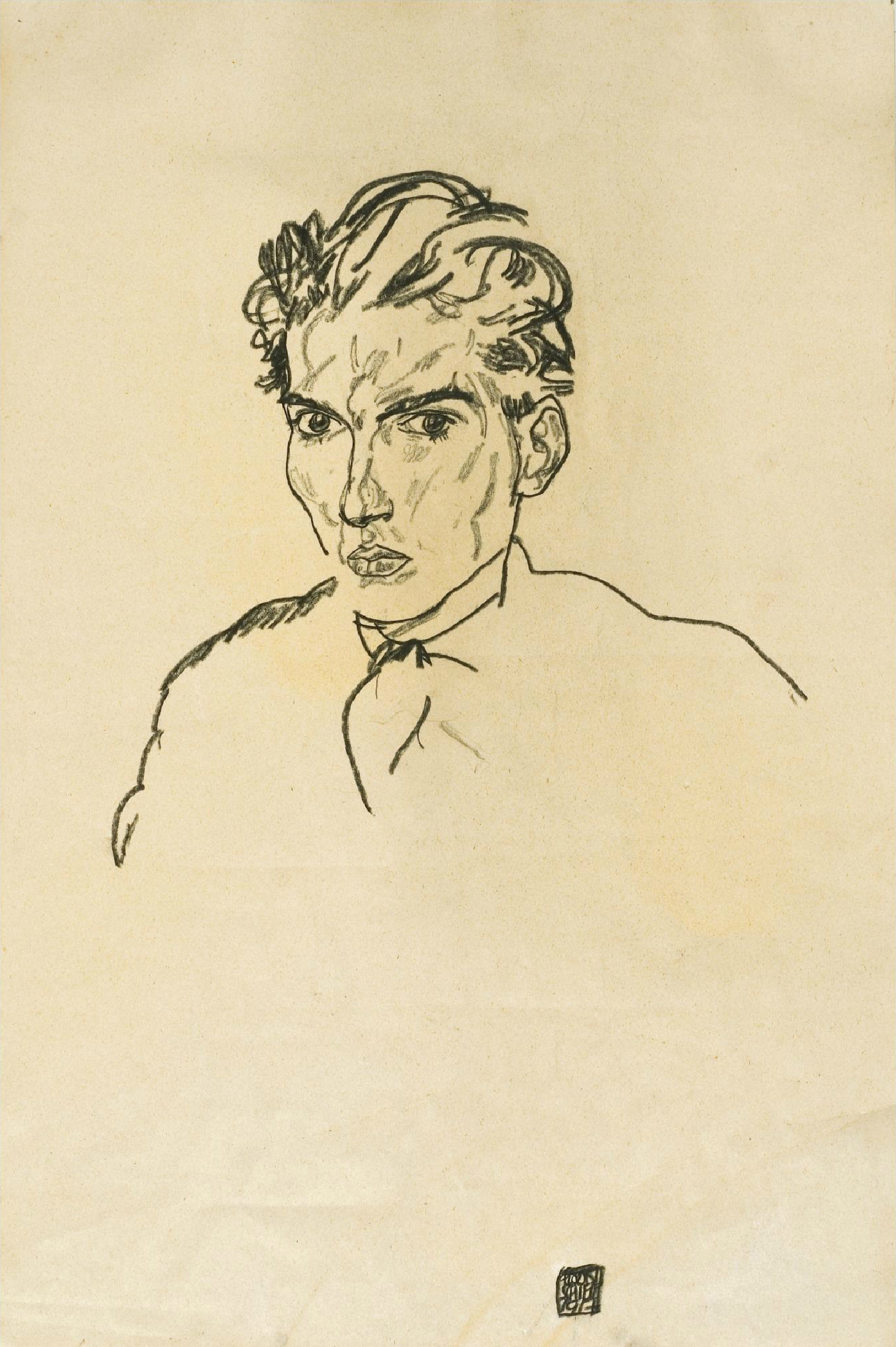
Hugo Sonnenschein (von Egon Schiele, 1917)

Hugo Sonnenschein, auch Sonka, (geboren 25. Mai 1889 in Gaya, Österreich-Ungarn; gestorben 20. Juli 1953 in Mírov, Tschechoslowakei) war ein deutschsprachiger Schriftsteller.

## Leben
Hugo Sonnenschein war jüdischer Abstammung, er lebte von 1908 bis 1934 in Wien. Von 1911 bis 1914 zog er als Vagabund durch Europa. Er war ein radikaler sozialistischer Utopist und vertrat Trotzkis Theorie der permanenten Revolution. Sonnenschein schuf expressive Gedichte mit volksliedhaften Zügen. In seinen Gedichten stilisiert er sich selbst zum „Bruder Sonka“.
Nach dem Ersten Weltkrieg war er an der Bildung der Roten Garde in Wien beteiligt und Mitglied der tschechischen wie der österreichischen kommunistischen Partei. Zusammen mit Ivan Olbracht und Helena Malířová war er unter den Delegierten für die Tschechoslowakei am II. Kongress der Kommunistischen Internationale. 1927 trat er wegen seiner Sympathie für Leo Trotzki aus der Kommunistischen Partei aus. 1933 war er Mitglied der Vereinigung sozialistischer Schriftsteller. 1934 wurde er aus Österreich ausgewiesen. 1940 wurde er von den Nazis im Gefängnis Pankrác inhaftiert und 1943 in das KZ Auschwitz deportiert und 1945 befreit. Seine Frau wurde in Auschwitz-Birkenau ermordet.
Nach dem Zweiten Weltkrieg wurde er 1947 in der Tschechoslowakei unter dem Vorwand der Kollaboration  zu 20 Jahren Zuchthaus verurteilt. Er starb 1953 unter nie restlos geklärten Umständen im Gefängnis von Mírov, möglicherweise an Tuberkulose.
In einer Anekdote von Friedrich Torberg wird Sonnenschein als ein sich selbst überschätzender, aufdringlicher Dichter wiedergegeben, der dann auch entsprechend vom Literaturagenten Ernst Polak kritisiert wurde:

„[…] Noch bedeutend schlimmer erging es dem Lyriker Hugo Sonnenschein, der unter dem Pseudonym Sonka viele Gedichte anfertigte und nur wenige anbrachte. Das suchte er dadurch zu kompensieren, dass er nicht nur ständig über sein Schaffen sprach, sondern bei jeder sich bietenden oder von ihm herbeigezwungenen Gelegenheit etwas Gereimtes aufsagte [...] als der Verlag Zsolnay, vielleicht um endlich Ruhe zu haben, ihm die Veröffentlichung eines Gedichtbandes versprach [...] sagte Sonka nichts mehr auf, sondern schlug Titel vor, jeden Tag einen andern, und forderte von jedem erreichbaren Herrenhof-Tisch eine Beurteilung des jeweils jüngsten Vorschlags. [...] ‚Ich glaube, jetzt habe ich den besten Titel gefunden‘, verkündete er eines Tages. ‚Sonka – ein Dichter, ein Narr, ein Niemand. Was halten Sie davon, Polak?‘
Ernst Polak wiegte bedächtig den Kopf:
‚Hm‘, machte er. ‚Ein Titel ist das nicht. Aber vielleicht eine Visitenkarte?‘“

## Werke (Auswahl)
Einzelausgaben
- Der Bruder Sonka und die allgemeine Sache oder das Wort gegen die Ordnung. Zsolnay, Wien 1930.
- Erde auf Erden. Kraus Reprint, Nendeln 1973 (Nachdr. d. Ausg. Wien 1920).
- Die Legende vom weltverkommenen Sonka. Gedichte. Verlag Tal, Leipzig 1920.
- Schritte des Todes. Traumgedichte aus Auschwitz. Verlag Monte Verita, Wien 1993, ISBN 3-900434-45-X.
- Terrhan oder Der Traum von meiner Erde. Roman. Zsolnay, Wien 1988, ISBN 3-552-04012-9 (Bücher der böhmischen Dörfer).

Sammlung
- Josef Haslinger, Karl Markus Gauß (Hrsg.): Die Fesseln meiner Brüder. Gesammelte Gedichte. Hanser, München 1984, ISBN 3-446-14137-5.